# Acarnus bergquistae
Acarnus bergquistae är en svampdjursart som beskrevs av van Soest, Hooper och Hiemstra 1991. Acarnus bergquistae ingår i släktet Acarnus och familjen Acarnidae. Inga underarter finns listade i Catalogue of Life.